# Asphondylia salviaflorae
Asphondylia salviaflorae är en tvåvingeart som beskrevs av Fedotova 2003. Asphondylia salviaflorae ingår i släktet Asphondylia och familjen gallmyggor. Inga underarter finns listade i Catalogue of Life.